# Péterhidai vízimalom
A péterhidai vízimalom (korábbi tulajdonosairól ismert Széchényi-malom, Jeki-malom vagy Ratalics-malom néven is) a Somogy vármegyei Péterhida egyik értékes műemléke. A faluban (valószínűleg ennek az épületnek a helyén) már korábban is működött malom, a mai épület 1810-ben épült, a 20. század második felében azonban beszüntette tevékenységét. 2015-ben felújították, azóta turisztikai látványosság. A település címerében látható malomkerék is erre az épületre utal.

## Története
Péterhida első malmáról a legkorábbi ma ismert feljegyzés az 1782 és 1785 között készült katonai felméréshez tartozó leírás, ebben annyit írnak róla, hogy „A patak, amely egy mocsáron folyik keresztül, helyben egy malmot hajt, s a falu mellett található hídon lehet átkelni rajta”. Valószínűleg ez a malom ott állt, ahol a mai épület is.
A ma is álló malom a bejárat felett elhelyezett, a falba épített tábla szerint 1810-ben épült. Akkoriban a terület gróf Széchényi Ferenc csokonyai uradalmának részét képezte, a malom az 1814-ben készült birtokösszeírásában szintén említésre került: „Épületek: Malomház, műhelyszoba az őrlők számára, deszkametsző.”, valamint „A lisztőrlő malom háromkerekű, a deszkametsző pedig egy. A Rinya vize hajtja.” Az 1848-as földreformok után két testvér, Jeki István és Jeki György lett a tulajdonosa, később egyedül Györgyé volt. 1869-ben a falu molnárát Fekete Györgynek hívták. A malmot az 1880-as évek kataszteri térképén már mai helyén, mai telekméretével ábrázolták. Ezekben az időkben három (később egy) alulcsapott vízkereke, két hengerszéke, egy rostája és egy koptatója volt, 1910-ben viszont szerkezetét két állótengelyű turbinával meghajtottra cserélték, az ekkor megkezdett korszerűítés során pedig egyúttal új, a szombathelyi Pohl Emil és fiai gépgyár által előállított hengerszékeket, hasábszitákat és serleges felvonókat is beépítettek, még bizonyosan 1923 előtt. A tulajdonos Jeki György lányát Ratalics Géza vette feleségül, és a malom is az ő tulajdonába került: valószínűleg az ő monogrammját és egy felújítási évszámot hordoz a homlokzaton ma is látható „R G. 1920” feliratú tábla. A malom, amelyet továbbra is vízerő hajtott (bár korábban egy „vésztartalékként” használható gőzgépet, 1920-tól pedig egy dízelüzemű motort is beszereltek, amelyet az épület északnyugati oldalán épült gépházban helyeztek el) egészen az 1951-ben bekövetkezett államosításig a Ratalics családé volt. A dízelmotor ma a mezőkövesdi gépmúzeumban tekinthető meg.
A falu lakói úgy tudják, hogy a második világháború végén az orvhalászatot folytató megszálló bolgár katonák kézigránátot dobtak a turbinaházba, ami ettől megrepedt, és elképzelhető, hogy a délkeleti falazat is később ettől rogyott meg. 1961-ben határozatot hoztak a malom leállításáról, 1965-ben pedig a Rinyát is szabályozták, elterelték. Később a malmot gépszínként és darálóként hasznosították, 1982-ben műemléki védelmet kapott, majd 1991-ben végleg bezárt. Hat-hét év múlva összeomlott a délkeleti fal nagyobb része, a tető egy része megbomlott.
A romos malmot a Péterhidáért Alapítvány 2015-re felújította, körülötte virágágyásokat, szalonnasütőt és pihenőhelyet alakítottak ki asztalokkal és padokkal. Az egykori gépek egy része az idők során elveszett vagy elpusztult, de voltak közte megmenthető darabok, és más malmokból is hoztak eszközöket, Tamás Péter malomépítő mester így újra működőképes állapotba tudta őket hozni. A későbbi tervek szerint a teljes malomgépezetet olyanra alkotnák meg, hogy működhessen, sőt, akár áramot is termelhessen a falu közvilágítása számára. Ehhez azonban még a malomárokba újra vissza kell téríteni a folyóvizet. A padláson levő, szinte üres helyiséget közösségi célokra hasznosítanák.

### A malom a felújítás előtt

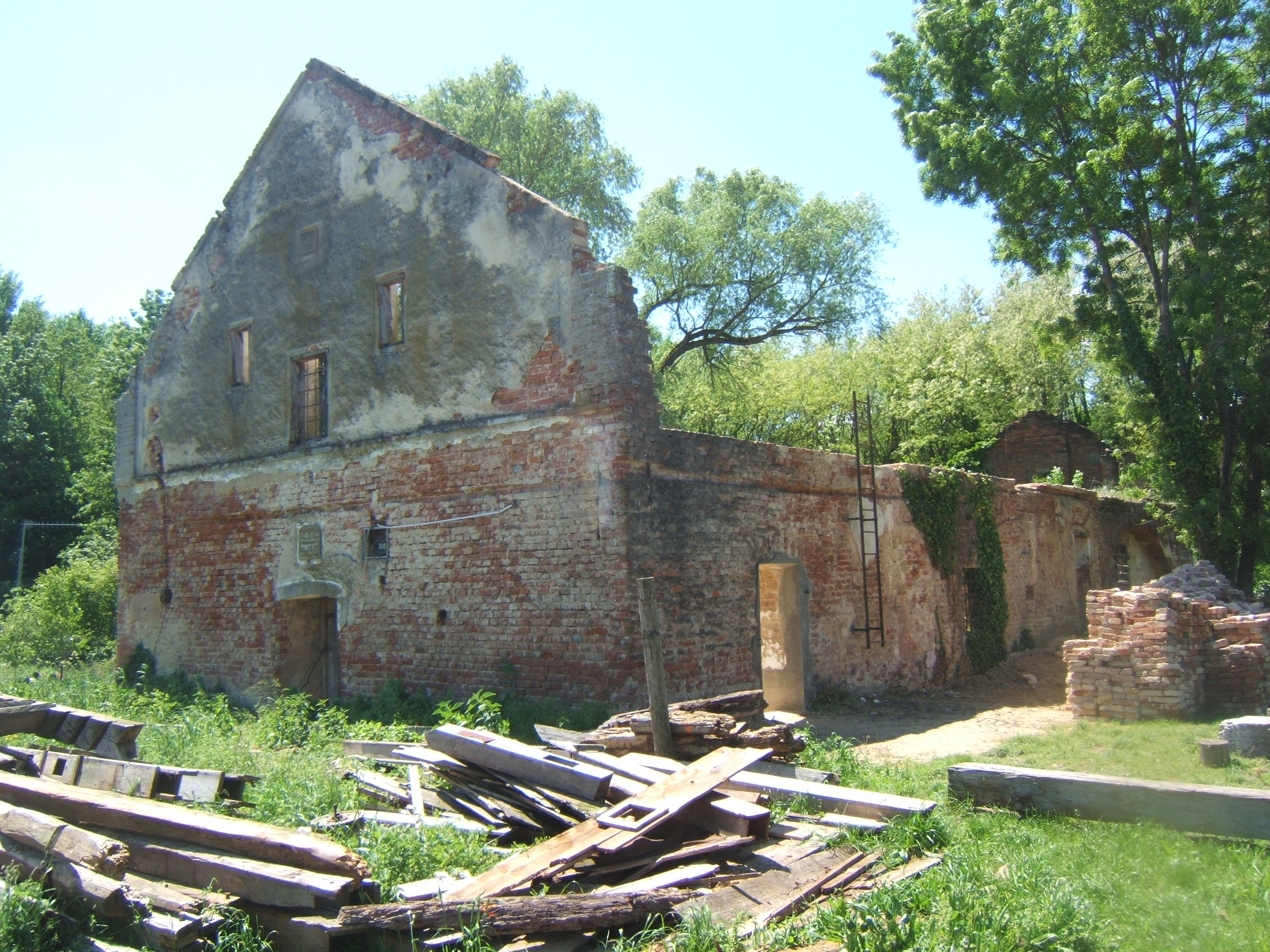
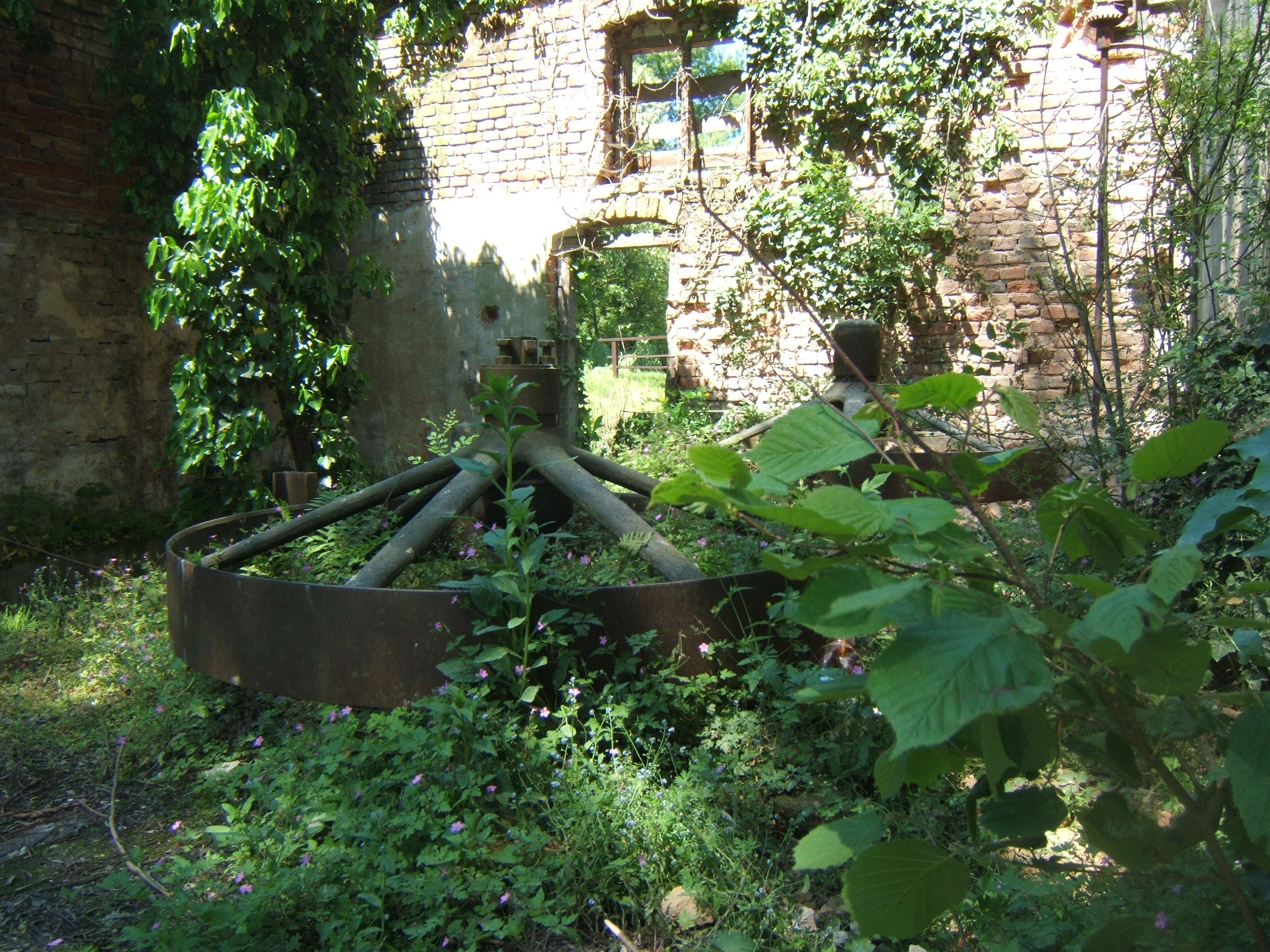
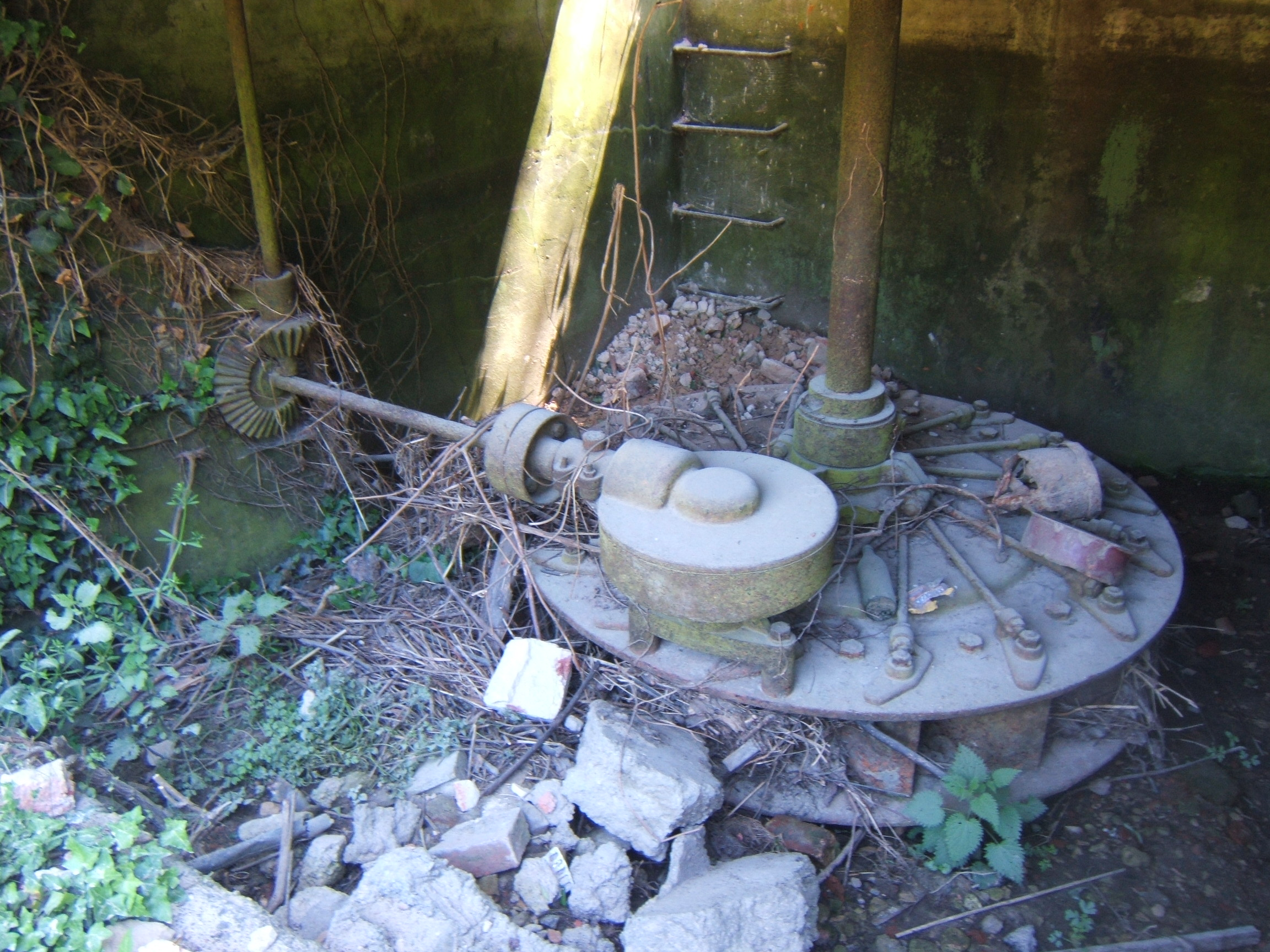

### A felújított malom

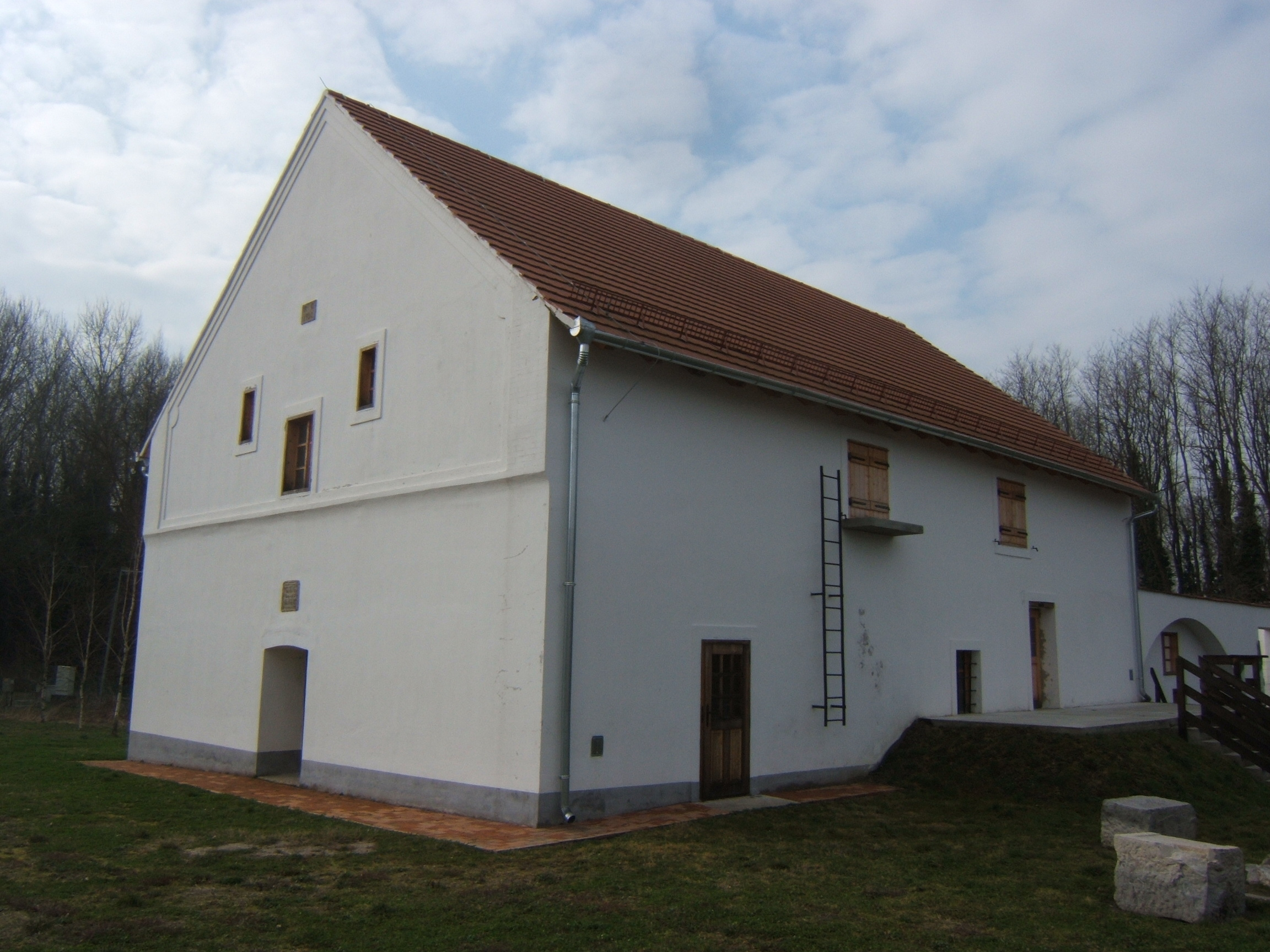
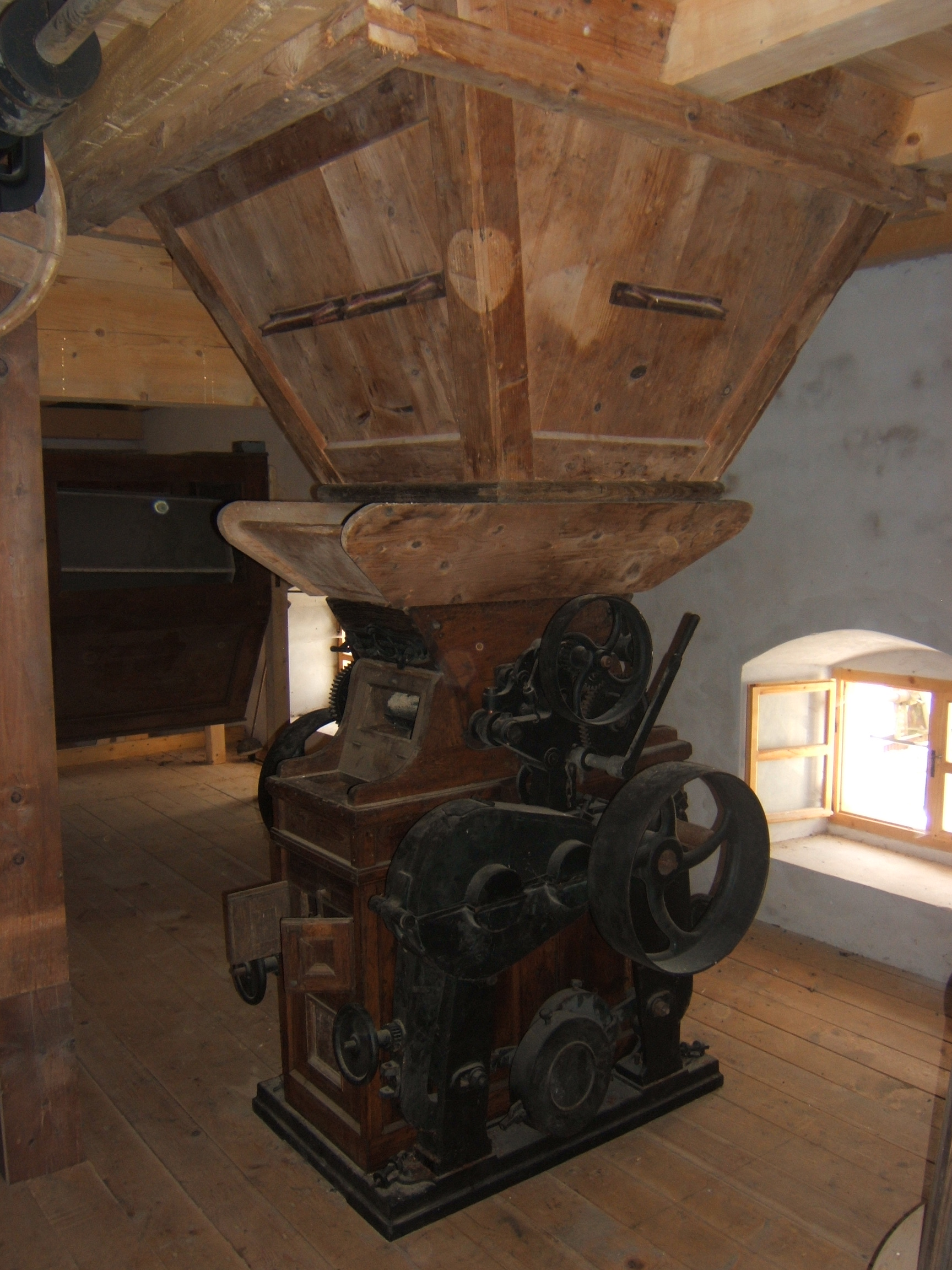
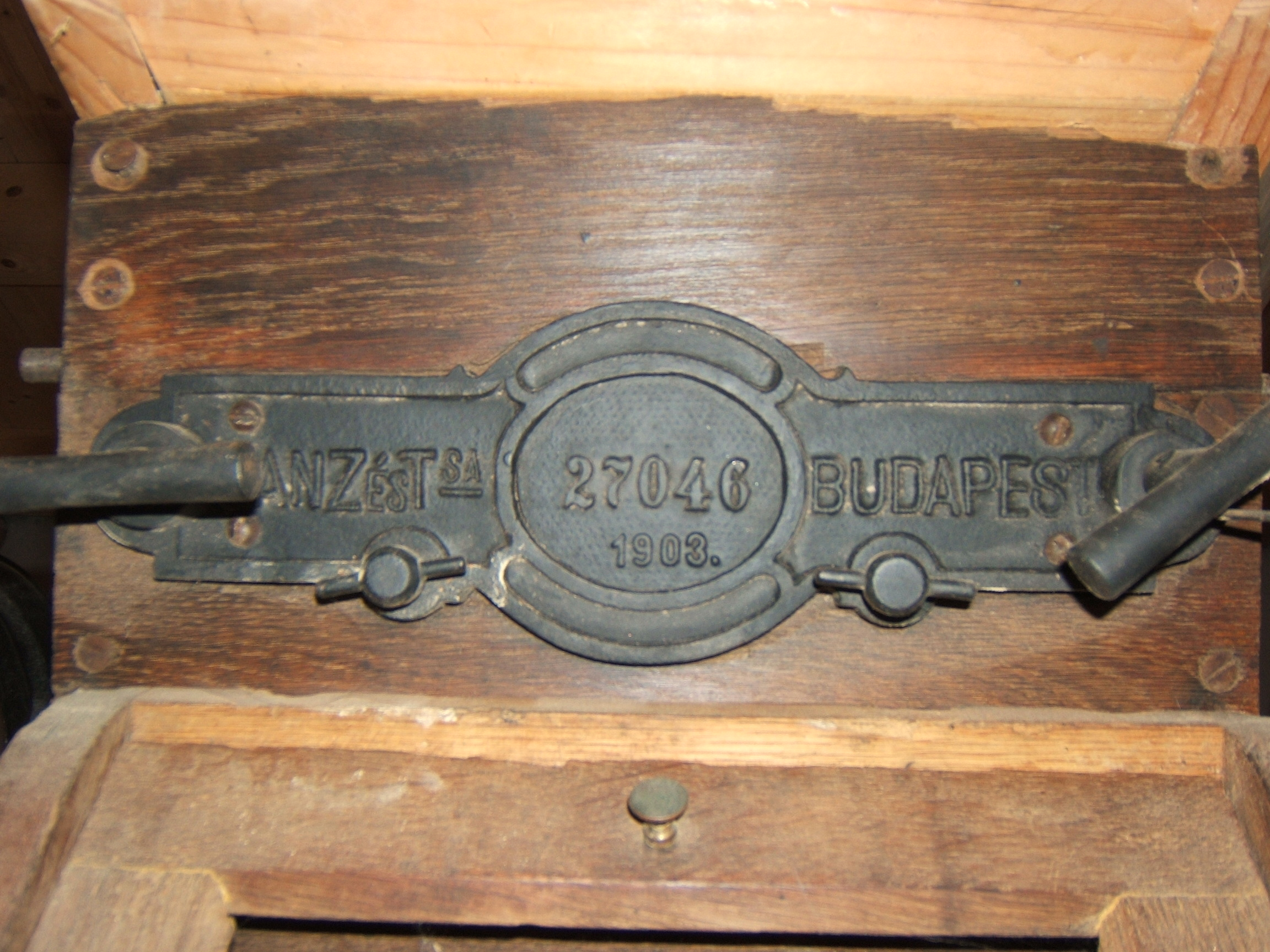
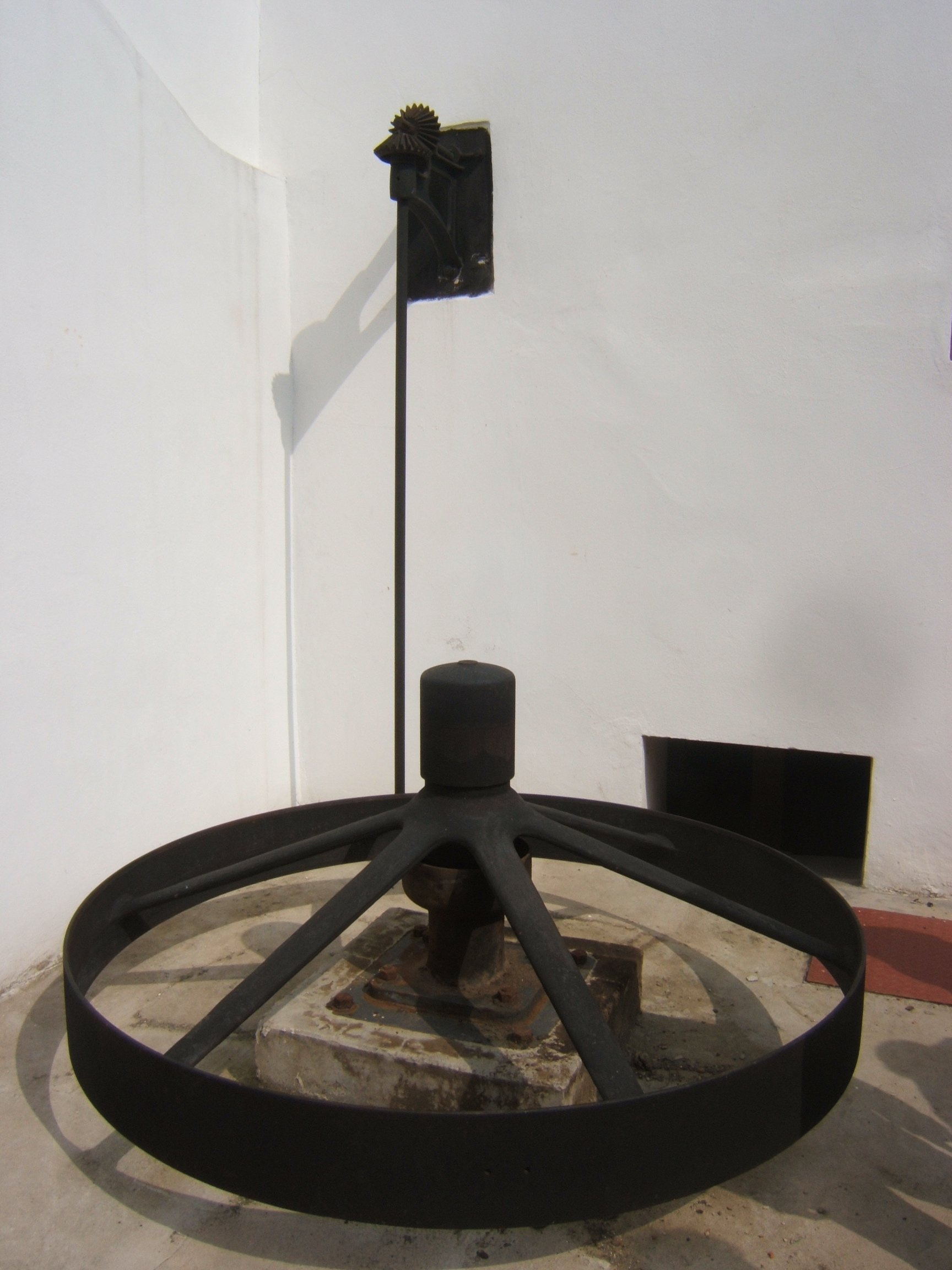